# Samtgemeinde Amelinghausen
La comunità amministrativa di Amelinghausen (Samtgemeinde Amelinghausen) si trova nel circondario di Luneburgo nella Bassa Sassonia, in Germania.

## Suddivisione
Comprende 5 comuni:
1. Amelinghausen
2. Betzendorf
3. Oldendorf (Luhe)
4. Rehlingen
5. Soderstorf

Il capoluogo è Amelinghausen.